# Alfredo Merino Tamayo
Alfredo Merino Tamayo (Palencia, España, 13 de mayo de 1969) es un entrenador de fútbol y director deportivo español. Actualmente ejerce como director deportivo del CD Mirandés de la Segunda División de España.

## Trayectoria
A los 24 años colgó las botas como jugador (CF Palencia y Venta de Baños) para dirigir al Club Deportivo Becerril y al CF Palencia, club al que entrenó por primera vez con 26 años. Después de entrenar al Palencia, Alfredo Merino fue nombrado técnico de la Selección de fútbol de Castilla y León por la Federación de Castilla y León de Fútbol, hasta que el Palencia volvió a llamar a su puerta en el verano de 2002 para encomendarle la misión de devolver el equipo a la Segunda B después de ocho años en tercera, objetivo que logró.
Merino ha sido técnico de la de fútbol de la Selección de fútbol de Castilla y León, sub-17, sub-15, sub-12 y féminas, así como técnico auxiliar de Iñaki Sáez en la selección española sub-21 en la temporada 2001-2002.
En la temporada 2005-06, sería entrenador del Real Valladolid B en la Segunda División B de España. 
El 21 de febrero de 2006, se convierte en entrenador del primer equipo del Real Valladolid en Segunda A, acompañado de Javier Torres Gómez.
En la temporada 2006-07, firma como entrenador del Atlético de Madrid B. 
Durante la campaña 2007-2008, además, realizó labores de adjunto a la dirección deportiva del Real Valladolid CF de Primera División, puesto en el que se encargó de controlar y valorar a los jugadores de las plantillas de Primera y Segunda B del club castellano. Durante este periodo en la máxima categoría del fútbol española, colaboró con el entrenador de la primera plantilla  que era José Luis Mendilibar.
En la temporada 2009-10, se convierte en entrenador del CD Tenerife B.
El 20 de septiembre de 2010, tras la destitución de Gonzalo Arconada como técnico del Tenerife, la dirección deportiva y como consecuencia del mal inicio de liga del conjunto blanquiazul en las cuatro primeras jornadas, anuncia que Alfredo Merino, entrenador del filial, tomará las riendas del equipo de manera interina, auxiliado por Antonio Hernández 'Toño'. Dirigió un único encuentro, siendo derrotado por 2-0 ante el Xerez CD, y fue relevado por Juan Carlos Mandiá.
Desde 2011 a 2020, Merino desempeñó funciones como Director de Captación Nacional y adjunto a la dirección deportiva en el Real Madrid CF, entidad en la que trabajó en dos etapas diferentes. 
En junio de 2021, firma como responsable de captación en el Real Club Celta de Vigo, en el que trabaja durante dos temporadas.
El 7 de junio de 2023, firma como director deportivo del CD Mirandés de la Segunda División de España.

## Clubes
| Club                                               | País   | Año       |
| -------------------------------------------------- | ------ | --------- |
| CF Palencia (entrenador)                           | España | 1995-1999 |
| Selección de fútbol sub-21 de España (entrenador)  | España | 2001-2002 |
| CF Palencia (entrenador)                           | España | 2002-2003 |
| Real Valladolid B (entrenador)                     | España | 2005-2006 |
| Real Valladolid (entrenador)                       | España | 2006      |
| Atlético Madrid B (entrenador)                     | España | 2006-2007 |
| Real Valladolid CF (Adjunto dirección deportiva)   | España | 2007-2008 |
| Real Valladolid B (entrenador)                     | España | 2008-2009 |
| CD Tenerife B (entrenador)                         | España | 2009-2010 |
| CD Tenerife (entrenador)                           | España | 2010      |
| Real Madrid CF (Adjunto dirección deportiva)       | España | 2011-2020 |
| Real Club Celta de Vigo (Responsable de captación) | España | 2021-2023 |
| CD Mirandés (Director deportivo)                   | España | 2023-     |